# 啁啾質量
在天文物理學裡，一個緻密雙星系統的啁啾質量（chirp mass）定義為
{\displaystyle {\mathcal {M}}={\frac {(m_{1}m_{2})^{3/5}}{(m_{1}+m_{2})^{1/5}}}}；
其中，{\displaystyle {\mathcal {M}}}是啁啾質量，{\displaystyle m_{1}}與{\displaystyle m_{2}}是兩個星體的質量。
啁啾質量決定了雙星系統因發射引力波失去能量而形成的前階軌道演化現象。由於引力波的頻率與軌道頻率有關，啁啾質量決定了雙星系統在旋近階段所發射出的引力波的頻率演化。在引力波數據分析裡，計算啁啾質量比計算兩個星體的個別質量簡單很多。

## 定義
給定雙星系統的質量分別為{\displaystyle m_{1}}與{\displaystyle m_{2}}，此系統的啁啾質量為
{\displaystyle {\mathcal {M}}={\frac {(m_{1}m_{2})^{3/5}}{(m_{1}+m_{2})^{1/5}}}}。
啁啾質量也可以用其它常見質量參數來表示：
{\displaystyle {\mathcal {M}}=\mu ^{3/5}M^{2/5}}、
{\displaystyle {\mathcal {M}}=\left[{\frac {q}{(1+q)^{2}}}\right]^{3/5}M}、
{\displaystyle {\mathcal {M}}=\eta ^{3/5}M}；
其中，{\displaystyle M=m_{1}+m_{2}}是總質量，{\displaystyle \mu ={\frac {m_{1}m_{2}}{m_{1}+m_{2}}}}是約化質量，{\displaystyle q=m_{1}/m_{2}}是質量比，{\displaystyle \eta ={\frac {m_{1}m_{2}}{(m_{1}+m_{2})^{2}}}}是對稱質量比。

## 軌道演化
在廣義相對論裡，雙星系統的軌道相位演化可以用後牛頓力學近似方法來計算。該方法使用軌道速度{\displaystyle v/c}為微擾項來進行展開。一階引力波頻率演化為:15
{\displaystyle {\frac {\mathrm {d} f}{\mathrm {d} t}}={\frac {96}{5}}\pi ^{8/3}\left({\frac {G{\mathcal {M}}}{c^{3}}}\right)^{5/3}f^{11/3}}；
其中， {\displaystyle f}是頻率，{\displaystyle c}是光速，{\displaystyle G}是萬有引力常數。
假設能夠測量到引力波信號的頻率與頻率的一階導數，則可估算出啁啾質量：
| {\displaystyle {\mathcal {M}}={\frac {c^{3}}{G}}\left({\frac {5}{96}}\pi ^{-8/3}f^{-11/3}{\dot {f}}\right)^{3/5}} |  | 1 |

若要明確知道每個涉及星體的獨自質量，則必須找出後牛頓展開的更高階項。

## 參閱
- 廣義相對論中的克卜勒問題